# SpaceX
Space Exploration Technologies Corp. poznatija pod imenom SpaceX je američka privatna tvrtka koja se bavi proizvodnjom svemirskih letjelica i pruža usluge svemirskog transporta sa sjedištem u Hawthorneu u Kaliforniji. Osnovao ga je 2002. godine Elon Musk s ciljem umanjenja troška letova u svemir što bi omogućilo kolonizaciju Marsa što Musk navodi kao konačan cilj svoje kompanije. SpaceX je razvio nekoliko lansirnih raketa nosača, satelitsku konstelaciju Starlink, teretnu svemirsku letjelicu Dragon i prebacio ljude do Međunarodne svemirske stanice u suradnji s NASA-om koristeći svoj SpaceX Dragon 2.
Postignuća SpaceX-a su prva privatno financirana raketa na tekuće gorivo koja je dostigla zemljinu orbitu (Falcon 1 2008.), prva privatna kompanija koja je uspješno lansirala, postavila u orbitu i vratila na zemlju svemirsku letjelicu (Dragon 2010.), prva privatna kompanija koja je poslala svemirska letjelicu do Međunarodne svemirske postaje (Dragon 2012.), prvo vertikalno polijetanje i propulzivno vertikalno slijetanje orbitalne rakete (Falcon 9 u 2015.), prva ponovna upotreba orbitalne rakete (Falcon 9 u 2017.), prva privatna kompanija koja je lansirala predmet u orbitu oko Sunca (Tesla Roadster kojeg je u svemir ponio Falcon Heavy 2018. godine) i prva privatna kompanija koja je astronaute poslala u orbitu i na Međunarodnu svemirsku stanicu (SpaceX Crew Dragon Demo- 2 i SpaceX Crew-1 misije u 2020. godini). SpaceX je u partnerstvu s NASA-om, dovršio 20 misija za opskrbu Međunarodne svemirske postaje (ISS), kao i demonstracijski let bez posade svemirske letjelice Dragon 2 (Crew Demo-1) 2. ožujka 2019. kao i prvi let Dragon 2 s posadom 30. svibnja 2020.
U prosincu 2015. godine Falcon 9 uspješno je obavio prvo propulzivno vertikalno slijetanje. Ovo je bilo prvo takvo postignuće rakete za orbitalni let u svemir. U travnju 2016. godine, lansiranjem SpaceX CRS-8, SpaceX je uspješno vertikalno spustio prvi stupanj rakete nosača na robotsku oceansku platformu za slijetanje. U svibnju 2016. godine, u još jednom prvom pokušaju, SpaceX je ponovo sigurno na zemlju spustio prvi stupanj rakete, ali tijekom znatno energičnije misije postavljanja tereta u geostacionarnu prijelaznu orbitu. U ožujku 2017. godine SpaceX je postao prva tvrtka koja je uspješno ponovno lansirala i spustila prvi stupanj orbitalne rakete. U siječnju 2020. godine, trećim lansiranjem projekta Starlink, SpaceX je postao najveći komercijalni operater neke satelitske konstelacije na svijetu.
U rujnu 2016. Musk je predstavio Interplanetarni transportni sistem - koji je kasnije preimenovan u Starship - privatno financirani sustav za lansiranje pokrenut s ciljem razvoja svemirskih tehnologija za upotrebu u interplanetarnim svemirskim letovima. 2017. godine Musk je predstavio poboljšanu varijantu sustava koja je namijenjena za provođenje međuplanetarnih misija i koja je određena za primarno orbitalno letalo SpaceX-a koje će biti u upotrebi nakon ranih 2020-ih, s obzirom na to da je SpaceX najavio da namjerava krajem desetljeća zamijeniti svoje postojeće Falcon 9 rakete i svemirsku kapsulu Dragon sa Starshipom, čak i na tržištu lansiranja satelita u Zemljinu orbitu.  Planirano je da će Starship biti letjelica koja će omogućavati u potpunosti višestruku upotrebu i bit će najveća raketa ikad u trenutku svog prvog leta, zakazanom za početak 2020-ih.

## Vanjske poveznice
- Službene stranice